# Celestica
Celestica Inc. est une entreprise canadienne d'Electronics Manufacturing Services.
Celestica Inc. propose une gamme de services intégrés et de solutions aux chefs de file OEM (original equipment manufacturers).

## Activités
Celestica Inc est au service de ses donneurs d'ordre de sous-traitance et d'externalisation dans le domaine Électronique.
L'entreprise conçoit et fabrique des produits et en assure les chaînes d'approvisionnement : semi-conducteurs, écrans des équipements, robotiques, serveurs et des équipements de stockage...
Celestica se propose de monter dans les chaînes de valeur: la conception et le développement, l'introduction de nouveaux produits, les services d'ingénierie, l'intégration de systèmes...
Celestica possède des usines de fabrication en Asie, en Europe et aux Amériques.

## Historique
Fondée en janvier 1994 comme filiale d'IBM, Celestica fut achetée en octobre 1996 par Onex Corporation qui contrôlait approximativement 69 % des droits de votes.
Elle est cotée en bourse depuis 1998.

## Principaux actionnaires
Au 10 janvier 2020:
| Letko, Brosseau & Associates      | 19,8% |
| Greystone Managed Investments     | 8,03% |
| Royal Bank of Canada              | 7,98% |
| Horizons ETFs Management (Canada) | 7,22% |
| BlackRock Asset Management Canada | 7,06% |
| BlackRock Investments Canada      | 6,26% |
| Guardian Capital                  | 5,69% |
| TCW Asset Management              | 5,40% |
| Putnam                            | 4,76% |
| Bain Capital Credit               | 4,68% |